# لويس الثاني أمير موناكو
لويس الثاني (لويس أونوريه شارل أنطوان غريمالدي؛ 12 يوليو 1870 - 9 مايو 1949)؛ كان أمير موناكو منذ 26 يونيو 1922 حتى 9 مايو 1949.

## السنوات الأولى
ولد لويس الثاني في بادن بادن، الإمبراطورية الألمانية آنذاك، باعتباره الطفل الوحيد لوالديه ألبير الأول أمير موناكو والسيدة ماري فيكتوريا هاميلتون، كانت والدته ابنة ويليام هاميلتون دوق هاميلتون الحادي عشر والأميرة ماري أميلي ابنة كارل لودفيغ فريدرش دوق بادن الأكبر.
وُلد لويس بعد عام من زواج والديه، ولكن والدته العنيدة والبالغة من العمر 19 عامًا كانت تكره موناكو ولم تكن سعيدة بزوجها، لهذا غادرت البلاد بشكل دائم بعد وقت قصير من ولادته، وفي 1880 تم إلغاء زواج، نشأ لويس في ألمانيا على يد والدته وزوجها، الكونت (الأمير لاحقًا) تاسيلو فيستيتيكس فون تولنا جنبًا إلى جنب مع ابنه الأكبر وأخوته غير الأشقاء، ولم ير والده حتى سن الحادية عشرة عندما اضطر للعودة إلى موناكو للتدريب على واجباته الأميرية المستقبلية.
كان والد لويس الأمير ألبير الأول شخصية صارمة، تمكن من جعل موناكو مركزًا للنشاط الثقافي وتم الاعتراف بإنجازاته الفكرية في جميع أنحاء العالم، لم يكن لويس سعيدًا بالعيش مع والده البارد والقاسي، فذهب إلى فرنسا بمجرد أن بلغ سنًا كافية للتسجيل في الكلية العسكرية الوطنية الفرنسية سان سير، وبعد أربع سنوات مع تخرجه، تم إلحاقه بالفيلق الأجنبي الفرنسي ثم خدم مع فوج المقاتلة الإفريقية في الجزائر.
قبل أن يتمركز في الجزائر، التقى بـ ماري جولييت لوفيت مغنية الكباريه خلال زيارة رسمية قصيرة إلى باريس، كانت جولييت أمًا مطلقة لطفلين: جورج ومارجريت من زواجها السابق، يقال إن الأمير لويس وقع بشدة في حبها، لكن بسبب مكانتها الوضيعة، لم يسمح والده بالزواج منها، ومع ذلك تجاهل لويس والده وتزوج جولييت في عام 1897، ولكن لا يوجد دليل على هذا الزواج، كان لديهم ابنة شارلوت لويز جولييت اعتبرت غير شرعية ولدت في 30 سبتمبر 1898 في قسنطينة، الجزائر، لا يوجد ذكر لوفيت في السيرة الذاتية المعتمدة لحفيده الأمير رينيه الثالث الذي شمل أسلافه أشخاصًا: فرنسيين، مكسيكي، إيطالي، ألماني، اسكتلندي، وكذلك من الجنسية الإنجليزية.
خدم لويس في الجيش الفرنسي لمدة أربع سنوات منذ عام 1895 حتى عام 1899، ووصل إلى رتبة ملازم، حصل على وسام الاستعمار وصليب جوقة الشرف، وبعد انتهاء خدمته العسكرية عاد إلى موناكو، تاركًا وراءه عشيقته وابنته، وعند اندلاع الحرب العالمية الأولى أعيد تجنيده في الجيش الفرنسي كمتطوع، حيث عمل كضابط أركان تحت قيادة الجنرال فرانشيه ديسبيري، تم تعيين لويس ضابطًا كبيرًا في فروسية جوقة الشرف وأصبح في النهاية عميدًا.

## أزمة الخلافة
بات في الأفق أزمة سياسية للأمير لأنه أصبح بدون وريث آخر، لأن عرش موناكو سينتقل إلى ابن عمته من الدرجة الثانية فيلهلم دوق أوراخ الثاني وهو نبيل ألماني، ولضمان عدم حدوث ذلك صدر قانون بدعم الفرنسيين في عام 1911 اعترف بابنته شارلوت غير شرعية، باعتبارها الوريثة المعترفة بها، وجعلها جزءًا من العائلة الأميرية، ومع ذلك تم اعتبار هذا القانون لاحقًا غير صالح، وبالتالي تم إصدار قانون آخر في عام 1918 لتعديل القوانين للسماح بتبني وريث يتمتع بحقوق الميراث، لذلك تم تبني شارلوت رسميًا من قبل لويس في عام 1919 وأصبحت شارلوت لويز جولييت غريمالدي، أميرة موناكو ودوقة فالنتينوا.
وهكذا تم وضع فيلهلم دوق أوراخ الثاني في الخلف على خط خلافة عرش موناكو، وتم اختياره ملكًا على ليتوانيا لبضعة أشهر في عام 1918، والمعروف باسم ميندوغاس الثاني، كانت نقطة خلافية ما إذا كان يمكن أن يكون حاكمًا لدولتين أوروبيتين في وقت واحد، لو كان في الواقع قد نجح في اعتلاء عرش موناكو، ولكن كان لديه عدة أبناء، ولكنه تخلى عن مطالبته بالإمارة في عام 1924، ونقلها إلى أقاربه الفرنسيين كونتات شابريلان الذين ينحدرون هم الآخر من نسل عائلة غريمالدي.
في 17 يوليو 1918 وبسبب مطالبة فون أوراخ المحتملة إلى حد كبير، وقعت فرنسا وموناكو على معاهدة اعتبرت ذو تأثير بعيد المدى تتطلب موافقة فرنسية مسبقة على جميع أمراء موناكو المستقبليين، نصت المادة 2 على ما يلي: "يجب أن تكون التدابير المتعلقة بالعلاقات الدولية للإمارة دائمًا موضوع مشاورات مسبقة بين حكومة الإمارة والحكومة الفرنسية، وينطبق الشيء نفسه على التدابير المتعلقة بشكل مباشر أو غير مباشر بممارسة الوصاية أو الخلافة على العرش، الذي لا ينتقل سواء عن طريق الزواج أو التبني أو غير ذلك، إلا إلى شخص يحمل الجنسية الفرنسية أو موناكو ويحظى بموافقة الحكومة الفرنسية." وبموجب المادة 3 وافق الأمير ألبير "... بالنسبة له ولخلفائه على الالتزام تجاه الحكومة الفرنسية بعدم تنفير الإمارة كليًا أو جزئيًا، لصالح أي دولة أخرى غير فرنسا."

## الحكم
مع 26 يونيو 1922 توفي والده الأمير ألبير الأول في باريس، وصعد لويس غريمالدي إلى العرش باسم لويس الثاني، على الرغم من أن عهده لم يبلغ أبدًا عظمة والده، إلا أن لويس الثاني ترك بصمة لا تمحى على الإمارة، ففي عام 1924 تم تشكيل نادي موناكو لكرة القدم، وفي عام 1929 أقيم أول سباق الجائزة الكبرى لسباق السيارات في موناكو والتي فاز به ويليام غروفر ويليامز وهو يقود سيارة بوغاتي، وقام أيضا بجمع القطع الأثرية الخاصة بـ نابليون الأول والتي تم تجميعها الآن وعرضها في متحف نابليون الملحق بقصر الأمير في مونت كارلو.
في السنوات الأولى من حكم لويس على وجه الخصوص، اكتسب سمعة الاستقامة الإدارية: فقد تمكن من طرد كاميلي بلان الذي أدار كازينو مونت كارلو لفترة طويلة ولكنه واجه أسئلة متزايدة بشأن إدارته لشؤون الكازينو.
في عام 1931 خطط الثوار لإقالته واستبداله بصهره الأمير بيير، دوق فالنتينوا، كان هذا بسبب تحريض رينيه ليون مدير كازينو مونت كارلو والتخطيط أيضًا لتفكيك تأثير الكازينو على الإمارة، تم تحديد الموعد في 15 أبريل من ذلك العام ولكن لم يتم تحديده لأسباب غير معروفة.
في عام 1931 عزز هيبة الحياة الثقافية في موناكو عندما تم تعيين رينيه بلوم لتشكيل فرقة باليه أوبرا مونت كارلو، قبل اندلاع الحرب العالمية الثانية في عام 1939 تم بناء ملعب كرة قدم كبير وحديث حيث أقيمت الألعاب الجامعية في الملعب المسمى حديثًا " استاد الأمير لويس الثاني".
بينما كان تعاطف لويس مؤيدًا بقوة لفرنسا، فقد دعم حكومة فيشي الفرنسية برئاسة زميله القديم في الجيش المارشال بيتان، ومع ذلك عانت إمارته من الصراع الداخلي جزئيًا نتيجة لتردده، ويرجع ذلك جزئيًا إلى روابطه المالية المشكوك فيها مع النظام النازي، وأيضًا لأن غالبية السكان كانوا من أصل إيطالي دعمت النظام الفاشي في إيطاليا بزعامة بينيتو موسوليني، طوال الحرب تسبب تردد لويس في حدوث صدع هائل مع حفيده رينيه (الوريث المفترض للعرش بعد عام 1944)، الذي دعم الحلفاء بقوة.
وفي عام 1942 غزا الجيش الإيطالي موناكو واحتلها، بعد ذلك بوقت قصير من الإطاحة بموسوليني في إيطاليا احتلت ألمانيا النازية موناكو، وفي ليلة 27 أغسطس 1942 اعتقلت سلطات موناكو 90 فرداً من السكان اليهود وسلمتهم إلى النازيين؛ جميعهم باستثناء تسعة قتلوا في المحرقة، وكان من بينهم رينيه بلوم مؤسس الأوبرا الذي قُتل في معسكر الاعتقال النازي أوشفيتز.
لعدة أشهر في عام 1944 شارك الشيوعيون في إدارة تحرير موناكو.
بعد تحرير موناكو على يد قوات الحلفاء لم يفعل الأمير لويس البالغ من العمر 75 عامًا الكثير من أجل إمارته، التي بدأت تتعرض للإهمال الشديد، وبحلول عام 1946 كان يقضي معظم وقته في باريس، وفي 24-27 يوليو من ذلك العام تزوج في موناكو للمرة الأولى كانت زوجته غيسلان دومانجيت ممثلة سينمائية فرنسية وزوجة سابقة للممثل الألماني أندريه بروليه، غاب عن موناكو خلال معظم السنوات الأخيرة من حكمه، وعاش مع زوجته في مارشيه، ملكية العائلة في شمال فرنسا.

## الوفاة
توفي الأمير لويس الثاني عام 1949 في قصر الأمير ودُفن في كاتدرائية القديس نيكولاس في مونت كارلو، كانت ابنته شارلوت قد تنازلت عن حقوقها في الخلافة لابنها رينييه في عام 1944، وفي ذلك الوقت أصبح الأمير الوراثي، وبهكذا عندما توفي لويس الثاني بعد خمس سنوات خلفه حفيده رينيه الثالث.